# Fauna

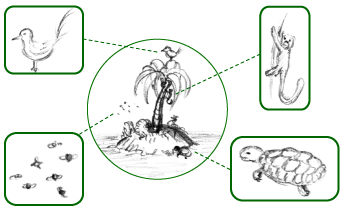
Fauna

Fauna (od łac. Faunus – bóg trzód i pasterzy) – ogólne określenie na wszystkie gatunki zwierząt na danym obszarze (np. fauna Polski) lub w danym środowisku (fauna sawannowa), a także okresie geologicznym (np. fauna kambryjska). Badanie fauny pozostaje w gestii faunistyki, ale korzystają z niego również inne dziedziny biologii, np. ekologia i etologia, natomiast odkrycia faunistyki są systematyzowane przez systematykę.
Fauna kopalna – skamieniałości zwierząt